# Carabias
Carabias ist ein nur noch etwa 20 Einwohner zählendes nordspanisches Bergdorf, das verwaltungsmäßig zur Gemeinde (municipio) Sigüenza in der spanischen Provinz Guadalajara in der Autonomen Gemeinschaft Kastilien-La Mancha gehört. Die Kirche San Salvador wurde als Kulturgut (Bien de Interés Cultural) eingestuft. 

## Lage
Carabias liegt in der kargen Berglandschaft im Nordwesten der Provinz Guadalajara in einer Höhe von ca. 1030 m. Die Entfernung zur nahegelegenen Stadt Sigüenza beträgt etwa 11 km (Fahrtstrecke) in südöstlicher Richtung. Die Provinzhauptstadt Guadalajara befindet sich etwa 85 km südwestlich.

## Wirtschaft
Auf den kargen Böden der kalten Hochflächen der Provinz Guadalajara war – mit Ausnahme von Gerste – kaum Getreideanbau möglich. Die Bevölkerung lebte jahrhundertelang hauptsächlich von der Zucht von Schafen und Ziegen, aus deren Milch Käse hergestellt wurde, der sich nach mühsamem Transport auf dem Markt in Sigüenza verkaufen oder gegen Mehl etc. eintauschen ließ. Die Wolle der Schafe wurde versponnen und im Winter zu Stoffbahnen verwoben, aus denen einfache Kleidung hergestellt wurde. Ziegenhaare eigneten sich nur zur Herstellung von wetterfesten Überwürfen (ponchos) oder von Säcken, Seilen etc. Heutzutage spielt der Tourismus eine nicht unwichtige Rolle im Wirtschaftsleben des Bergdorfs.

## Geschichte
Nach erfolgreicher Rückeroberung (Reconquista) der Gebiete im Süden Kastiliens im 11. Jahrhundert wurde der Ort von Christen aus dem Norden aber auch aus dem Süden der Iberischen Halbinsel (Mozaraber) wiederbesiedelt (repoblación).

## Sehenswürdigkeiten
- Hauptsehenswürdigkeit des Ortes ist die als Kulturgut (Bien de Interés Cultural) eingestufte Iglesia de San Salvador aus dem 12. Jahrhundert, der im frühen 13. Jahrhundert eine aus über zwanzig, auf Doppelsäulen ruhenden Arkadenbögen bestehende Vorhalle (galería porticada) angebaut wurde, die sich sowohl um die Südseite als auch um die Westfassade herumzieht. Während die Architektur der Vorhalle insgesamt an ihre großen romanischen Vorbilder wie San Miguel in San Esteban de Gormaz u. a. erinnert, zeigen die mit einfachen Blattreliefs geschmückten Kapitelle eindeutig frühgotische Einflüsse. Die beiden einfachen Portale zeigen hingegen romanische Formen. Der Glockenturm ist aus gröber behauenen Steinen gemauert als das Kirchengebäude und dürfte etwas später entstanden sein. Das Innere der Kirche wurde im 17. Jahrhundert barockisiert.
- Eine Quelle mit einer neoklassizistischen Einfassung aus dem 19. Jahrhundert befindet sich unmittelbar neben der Kirche.
- Die nur dünn besiedelte und stellenweise noch bewaldete Umgebung ist ein Rückzugsgebiet selten gewordener Tiere – darunter Wildschweine, Rehe, Füchse, Steinmarder etc.